# أنطون زريق
أنطون أنسطاس زريق (1877 - 1916م) (1294 - 1333ه‍) هو صحفي لبناني مهجري. عرف بانتقاده لسياسة الدولة العثمانية، وأصدر في نيويورك جريدة نصف أسبوعية وهي «جراب الكردي»، والتي أصبحت جريدة يومية باسم «الارتقاء». وله مؤلفات وروايات لم تنشر من بينها رواية «الزواج السري». واُعدم بالرصاص في دمشق من قبل الدولة العثمانية.

## النشأة والمسيرة
درس أنطون بن أنسطاس بن إسحاق زريق في مدارس طرابلس وكتب مقالات لم ترضي الحكومة العثمانية فهرب متخفيا إلى فرنسا تقريبا في سنة 1898 ثم هاجر بعد ذلك إلى الولايات المتحدة. أصدر جريدة نصف أسبوعية في نيويورك أسماها «جراب الكردي» وجعلها بعد ذلك يومية باسم «الارتقاء» ونقد فيهما كثيرا سياسة الدولة العثمانية. ثم رجع زائرا إلى طرابلس في بداية 1914. وبدأت بعد ذلك الحرب العالمية الأولى واعتقل وحوكم في الديوان العرفي في عاليه واُعدم شنقا في دمشق في 1916. كتب عدة مؤلفات وروايات لم تنشر منها رواية «الزواج السري».